# Mechraa Houari Boumedienne
Mechraa Houari Boumedienne est une commune de la wilaya de Béchar en Algérie.

## Géographie

### Situation
Le territoire de la commune de Mechraa Houari Boumedienne est situé au centre-ouest de la wilaya de Béchar. Son chef-lieu est situé à 103 km au sud-ouest de Béchar et 13 km au sud d'Abadla.
| Erg Ferradj | Erg Ferradj                | Abadla |
| Erg Ferradj | Mechraa Houari Boumedienne | Abadla |
| Tabelbala   | Igli                       | Igli   |

### Localités de la commune
Lors du découpage administratif de 1984, la commune de Mechraa Houari Boumedienne est constituée des localités suivantes : Mechraa Houari Boumedienne et Djorf Barda.